# Irouléguy
Irouléguy là một xã trong tỉnh Pyrénées-Atlantiques, thuộc vùng Nouvelle-Aquitaine của nước Pháp, có dân số là 290 người (thời điểm 1999). Irouléguy nằm cách 50 km về phía đông-nam của Bayonne.